# نبرد اولتنیتسا

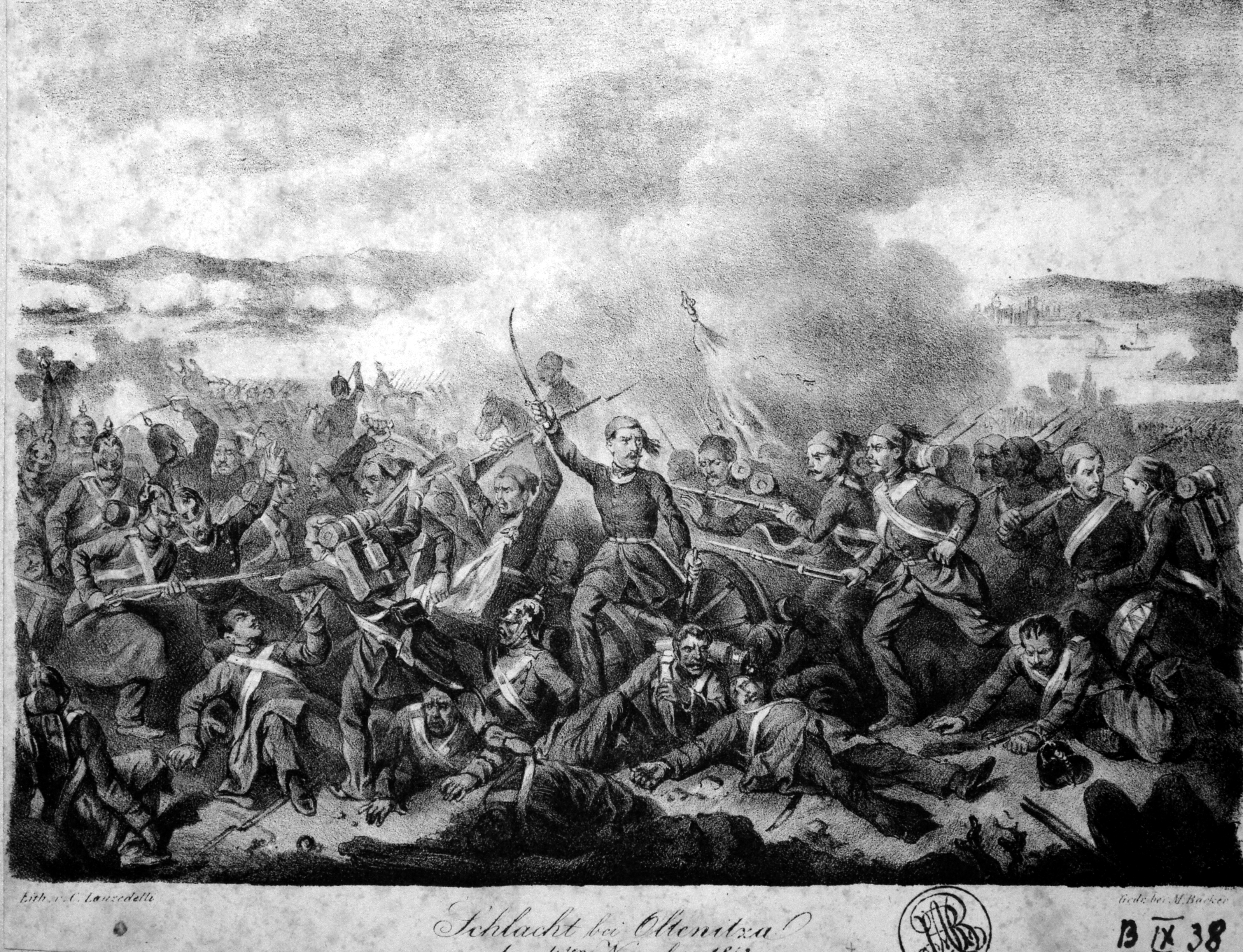
تصویری از نبرد اولتنیتسا توسط کارل لانزدلی

نبرد اولتنیتسا (Battle of Oltenița) در ۴ نوامبر ۱۸۵۳ به وقوع پیوست و اولین نبرد از جنگ کریمه بود. در این نبرد ارتش امپراتوری عثمانی به فرماندهی عمر پاشا از مواضع مستحکم خود در مقابل نیروهای روسی به رهبری ژنرال پیتر داننبرگ دفاع کرد، و در نهایت روس‌ها مجبور به عقب نشینی شدند. حمله روس‌ها درست هنگامی که به استحکامات عثمانی رسیده بودند لغو شد و آنها اگرچه متحمل خسارات سنگینی شدند ولی با حفظ ساختار عقب‌نشینی کردند. ارتش عثمانی مواضع خود را حفظ کرد، ولی به تعقیب دشمن نپرداخت و بعداً به آن سوی رود دانوب عقب نشست.

## پی‌آمد نبرد
نبرد اولتنیتسا اولین درگیری نظامی جنگ کریمه بود. این نبرد منجر به یک پیروزی تاکتیکی برای نیروهای عثمانی شد، از این رو روس‌ها عقب‌نشینی کردند، و نیروهای عثمانی در اختیار داشتند که سر پل در ساحل سمت چپ دانوب قرار دارد. با این وجود ارتش عثمانی، روس‌ها را تعقیب نکرد. بعداً، فرماندهی روسیه نیروهای بیشتری را به سمت اولتنیتسا اعزام نمود و عثمانی به موضع آغازین خود بازگشت.این نبرد در مطبوعات اروپا به عنوان یک پیروزی بزرگ عثمانی به صورت اغراق آمیز انعکاس یافت، اما از نظر استراتژیک تأثیر چندانی نداشت و روزنامه‌های غربی با عقب‌نشینی عثمانی که متعاقب آن ایجاد شد سردرگم شدند. با این وجود، غرور روسیه قطعاً فرو ریخته بود و ارتش امپراتوری عثمانی برای اولین پیروزی خود مورد تحسین قرار گرفت.